# Lago Beloslav
El lago de Beloslav (en búlgaro: Белославско езеро) es un lago costero o limán localizado en la costa búlgara del mar Negro, cerca de la pequeña ciudad de Beloslav (8.382 hab. en 2010) que le da nombre. Está unido por un canal de navegación con el lago de Varna. Antes de que el canal fuese construido, el lago era de agua dulce, pero ahora es salobre. Los ríos Devnya y Provadiyska desaguan en este lago. El área del limán es de 4-10 km², con una longitud de 3,5 km y una anchura de 0,5 km, una profundidad máxima de 14 m y una salinidad de 10 ‰.
- Datos: Q3131652
- Multimedia: Beloslav Lake / Q3131652